# Stenus kiesenwetteri
Stenus kiesenwetteri – gatunek chrząszcza z rodziny kusakowatych i podrodziny myśliczków (Steninae).
Gatunek ten został opisany w 1856 roku przez Wilhelma Gottloba Rosenhauera.
Chrząszcz o ciele długości od 5,4 do 5,7 mm. Przedplecze jest dłuższe niż szerokie. Słabo wypukłe pokrywy są co najwyżej nieco szersze od głowy; na każdej z nich widnieje czerwona plama. Obrys odwłoka ma prawie równoległe boki. Odnóża są ubarwione żółtoczerwono. Stopy mają silnie, sercowato wcięty czwarty człon.
Owad palearktyczny, znany z Niemiec, Polski, Austrii, Węgier, krajów byłej Jugosławii i Japonii. Zasiedla torfowiska wysokie, gdzie przebywa wśród torfowców i gnijących szczątków roślinnych.